# Bothrocophias colombianus
Il crotalo colombiano dalla testa di rospo (Bothrocophias colombianus (Rendahl & Vestergren, 1940)) è un serpente della famiglia dei Viperidi, endemico della Colombia..